# تريكة البطاش (مسلسل)
تريكة البطاش هو مسلسل مغربي مقتبس عن رواية الإخوة كارامازوف للكاتب للروسي فيودور دوستويفسكي وهو من إنتاج قناة 2M ، سيناريو وحوار و إخراج شفيق السحيمي ومن بطولة : شفيق السحيمي، نعيمة إلياس، مصطفى اهنيني، عبد الرزاق الربولي، محمد الطالب، طارق البخاري، مصطفى الخليلي، السعدية أزكون، نجاة الوافي، جميلة شريق، مولاي الطاهر الأصبهاني...

## القصة
وبمسؤوليته كزوج وأب. زوجته لم تعد قادرة على استحمال الوضع، فهربت رفقة رجل آخر وتركت ابنها عند حارس العمارة، لكنها لن تتمتع بحياتها كثيرا إذ سرعان ما ستصاب بمرض السرطان الذي سيؤدي بها إلى الموت.
يشعر الأب بالوحدة، فيقرر الزواج مرة أخرى. الزوجة الثانية ستعاني بدورها من العنف الذي كان يمارسه عليها ومن لامبالاته القاتلة لتلقى بعد ذلك نفس مصير الزوجة الأولى وتترك له ولدين.
يرتبط الأب بعد ذلك للمرة الثالثة، لكن العلاقة ستكون هذه المرة غير شرعية وستكون نتيجتها ولد اسمه «سلام».
تتوالى الأحداث، وتمر السنون، ويكبر الأبناء، وتبدأ الصراعات التي ستفضي إلى نهاية مأساوية...